# کمپین اوورلند
کمپین اوورلند (انگلیسی: Overland Campaign) یک کمپین نظامی در طول جنگ داخلی آمریکا است که با پیروزی استراتژیک ارتش اتحادیه همراه بود